# 恩尼格瑪 (喬治亞州)
恩格尼瑪（英語：Enigma）是一個位於美國喬治亞州貝林縣的城鎮。

## 地理
恩格尼瑪的座標為31°24′41″N 83°19′52″W / 31.41139°N 83.33111°W，而該地的平均海拔高度為93米（即305英尺）。

## 人口
根據2010年美國人口普查的數據，恩格尼瑪的面積為8.50平方千米，當中陸地面積為8.40平方千米，而水域面積為0.10平方千米。當地共有人口1278人，而人口密度為每平方千米150人。